# Hippolyte Rolin
Pour les articles homonymes, voir Hippolyte et Rolin.
Hippolyte Rolin, né à Courtrai le 6 septembre 1804 et mort à Gand le 8 mars 1888, est un avocat et homme politique belge.

## Biographie
Il est le père de Gustave Rolin-Jaequemyns et de Albéric Rolin, l'oncle par alliance de Joseph Hellebaut, et le grand-père de Edouard Rolin-Jaequemyns et de Henri Rolin.
Hippolyte Rolin étudia à l'Université de Gand où il termina ses études en 1827 avec distinction.
Il alla ensuite se perfectionner à Berlin où il suivit des séminaires de Savigny et de Hegel.

## Mandats et fonctions
- Conseiller communal de Gand
- Membre de la Chambre des représentants de Belgique : 1848-1852
- Ministre des Travaux publics : 1848-1850

## Ses écrits
- De delictorum probatione, Gand, 1826.
- De juridictione judicum nostrorum erga extraneos, 1827.